# Давыдов, Евгений Борисович
Евгений Борисович Давыдов (род. 12 июля 1937 года, Москва) — российский учёный, Генеральный конструктор Президентской шифрованной связи (Постановление кабинета Министров СССР от 15.06.1991 г. № 361-67), доктор технических наук, профессор, действительный член (академик) Международной Академии информатизации. Лауреат Ленинской премии (1987). Автор 80 научных трудов, двух изобретений, 15 учебных пособий по передаче данных, сетям связи, сетевым технологиям и технологиям информационной безопасности.

## Начало карьеры
После службы в ВМФ и окончания Ленинградского электротехнического института им. В. И. Ульянова (Ленина), начал трудовую деятельность в НИИ электротехнических устройств (НИИ ЭТУ) в качестве молодого специалиста. В период с 1966 по 1991 годы прошёл путь от инженера до заместителя генерального директора по науке и начальника ОКБ «Радуга», которые вошли ранее в состав ЛНПО «Красная Заря».
Давыдовым Е. Б., как главным конструктором, создан ряд уникальных систем передачи данных в интересах специальных заказчиков. За создание и внедрение системы специальной связи «Исток», по настоящее время находящейся в боевой эксплуатации, коллективу авторов, в том числе Давыдову Е. Б., присвоена Ленинская премия.
Ряд систем, созданных в 1980—2003 гг. под руководством Давыдова Е. Б., являлись аналогами сети Интернет с дополнительными жесткими требованиями по безопасности связи.
Постановлением кабинета Министров СССР от 15.06.1991 г. № 361-67 назначен Генеральным конструктором Президентской шифрованной связи.
С 1991 года Давыдов Е. Б. в течение 17 лет был директором НИИ «Масштаб». За это время НИИ «Масштаб» разработал ряд систем и комплексов, обеспечивающих необходимый уровень безопасности связи в интересах ФСО и ФСБ России, ВКС и ВВС Минобороны России.

## Образование
- 1960—1965 годы — Ленинградский электротехнический институт им. В. И. Ульянова (Ленина) (специальность «Радиоинженер конструктор технолог»).
- 1984 год — кандидат технических наук.
- 1988 год — доктор технических наук, профессор.

## Профессиональная деятельность
- 1966—1972 годы — НИИЭТУ[1].
- 1972—1991 годы — НИИЭТУ в составе ЛНПО «Красная Заря»[3].
- 1991—2008 — Генеральный директор НИИ «Масштаб» (входит в состав АО "Концерн «Автоматика» Госкорпорации «Ростех»).
- с 2009 года — Главный конструктор НИИ «Масштаб»[5].
- с 2014 года — профессор базовой кафедры высокопроизводительных телекоммуникационных систем университета ИТМО (Санкт-Петербургский национальный исследовательский университет информационных технологий, механики и оптики)[6].

## Награды

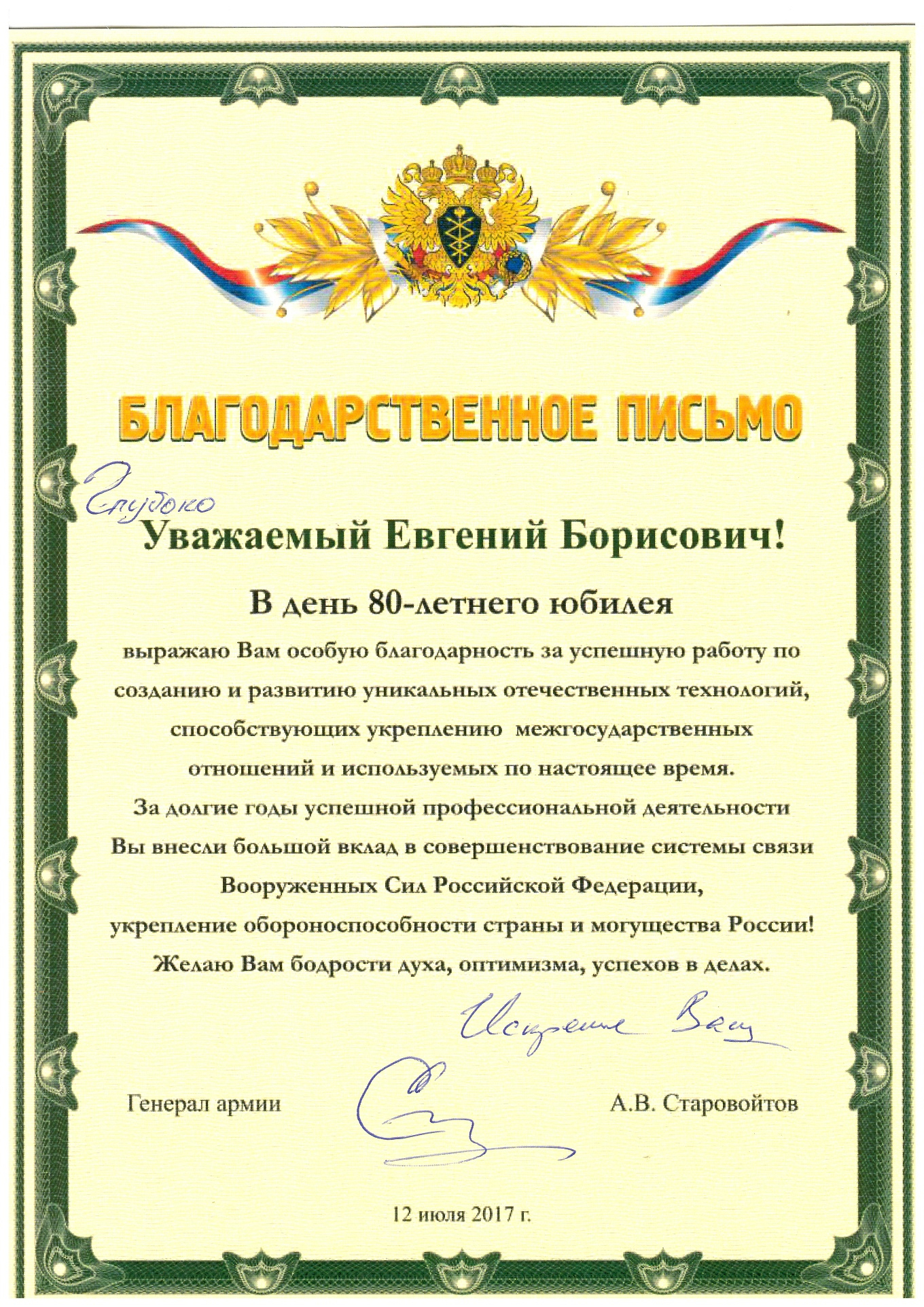
Благодарственное письмо Е. Б. Давыдову от ГК систем вооружения, генерала армии А. В. Старовойтова.

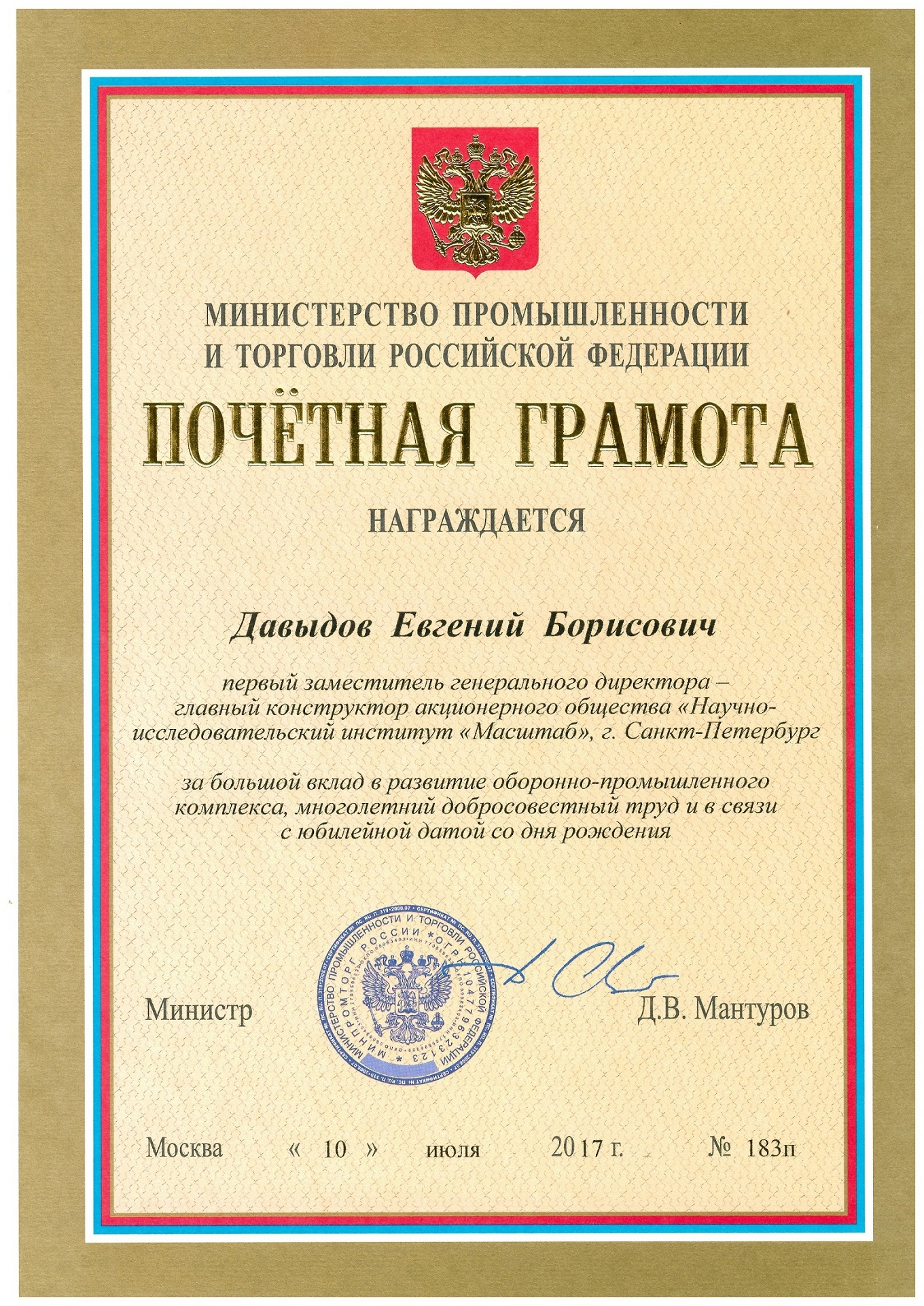
Почётная грамота Е. Б. Давыдову за вклад в развитие оборонно-промышленного комплекса.

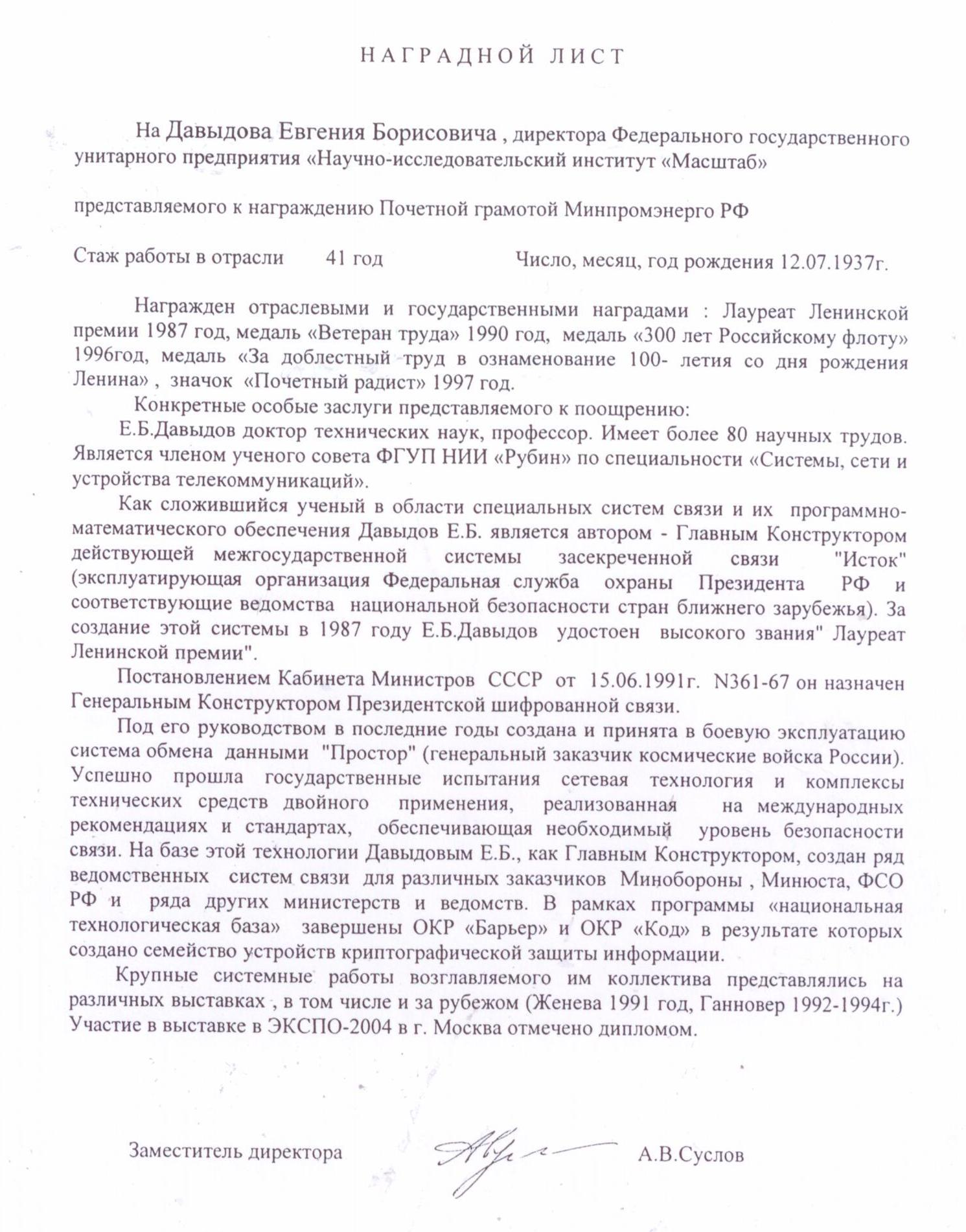
Наградной лист Е. Б. Давыдов.

Евгений Борисович Давыдов Лауреат Ленинской премии (1987) награждён медалями: «За доблестный труд», «Ветеран труда», «300 лет Российскому флоту», золотой медалью ВДНХ, знаком «Почётный радист». За большой вклад в развитие оборонно-промышленного комплекса и многолетний безупречный труд Е. Б. Давыдов награждён грамотами от Заместителя Председателя Правительства Российской Федерации, Минобороны России, Минпромторга России, от УШДС Службы специальной связи и информации ФСО России, и других ведомств, а также отмечена его научная и производственная деятельность генеральным конструктором систем вооружения, генералом армии А. В. Старовойтовым.